# Paratylodiplax blephariskios
Paratylodiplax blephariskios is een krabbensoort uit de familie van de Camptandriidae. De wetenschappelijke naam van de soort is voor het eerst geldig gepubliceerd in 1924 door Stebbing.